# 정희경
정희경(鄭喜卿, 1932년 5월 24일~2024년 10월 5일)은 대한민국의 교육인, 정치인이다. 현대고등학교 교장과 청강문화산업대학 이사장을 지냈으며 제15대 국회의원을 역임했다.
1972년에 있었던 남북적십자회담 대표와 1988년 민주정의당 지구당위원장을 지냈고, 1995년 신생 새정치국민회의의 전국구 국회의원 1번을 배정받아 국회의원에 당선되었다. 국민회의 입당에는 이화여자고등학교 선배인 이희호와의 친분 관계가 영향을 미쳤다.

## 역대 선거 결과
| 실시년도 | 선거  | 대수 | 직책     | 선거구 | 정당           | 득표수      | 득표율         | 순위       | 당락 | 비고 |
| -------- | ----- | ---- | -------- | ------ | -------------- | ----------- | -------------- | ---------- | ---- | ---- |
| 1996년   | 총선  | 15대 | 국회의원 | 전국구 | 새정치국민회의 | 4,971,961표 | \| \| 25.3% \| | 전국구 1번 |      | 초선 |
|          | 25.3% |      |          |        |                |             |                |            |      |      |